# درخت ژنرال شرمن

درخت ژنرال شرمن ۱۱ متر قطر و ۸۴٫۸ متر ارتفاع دارد.

درخت ژنرال شرمن، (به انگلیسی: General Sherman) نام یک درخت سکویای غول‌پیکر است که به افتخار ویلیام شرمن نام‌گذاری شده‌است. این درخت یکی از بلندترین درختان سکویای غول‌پیکر است و ارتفاع آن ۸۴٫۸ متر است. حجم تنهٔ این درخت در سال ۲۰۰۲ میلادی، ۱۴۸۷ متر مکعب برآورد شده‌است و این مسئله جنرال شرمن را بزرگ‌ترین جاندار زندهٔ غیرجنسی بر حسب حجم در دنیا می‌کند.
سن تقریبی این درخت، ۲۳۰۰ تا ۲۷۰۰ سال برآورد می‌شود. این درخت در پارک ملی سکویا قرار دارد.